# Hipertrofia ventricular izquierda
La hipertrofia ventricular izquierda (HVI) es una cardiomegalia que se refiere a un aumento en el tamaño de las células musculares del lado izquierdo del corazón (los miocitos), y por tanto es el aumento de tamaño de ese lado del órgano. Es la anomalía más frecuente causada por la hipertensión arterial y un fuerte factor de un incrementado riesgo cardiovascular, como la insuficiencia coronaria y arritmias ventriculares.

## Epidemiología
La morbilidad y mortalidad de un paciente con hipertensión arterial sin HVI es muy similar a la morbimortalidad de la población normotensa, mientras que la del hipertenso con HVI es cinco veces mayor que en la población normotensa.

## Diferencia entre hipertrofia ventricular fisiológica y patológica
La hipertrofia miocárdica puede definirse como un proceso adaptativo del corazón en el que uno o ambos ventrículos incrementan la masa muscular en respuesta a una carga aumentada.
Si se mantiene la proporcionalidad entre miocitos, el intersticio y la vascularización con respecto al aumento de la masa muscular en los ventrículos, se considera una hipertrofia fisiológica, capaz de realizar una regresión completa cuando cesa el estímulo, siendo éste el ejercicio físico. Cuando se pierde esta relación entre los distintos componentes de la masa miocárdica, se considera que la hipertrofia es patológica, siendo provocada por estímulos anormales como la hipertensión arterial.
El ventrículo derecho se adapta a la hipertrofia ventricular izquierda causada por el entrenamiento físico en forma beneficiosa y sin alterar las propiedades funcionales del miocardio. En cambio, los sujetos que presentan hipertrofia ventricular izquierda por hipertensión arterial muestran un deterioro en la función diastólica (Escudero et al, 2003).

## Fisiopatología
Cualquier evento que estimule de forma anómala al ventrículo izquierdo a bombear con más fuerza o más frecuencia por un tiempo prolongado, producirá hipertrofia del músculo cardíaco del ventrículo izquierdo. Es decir, aumenta el grosor de la masa muscular mas no del número de miocitos. La masa muscular puede aumentar por aumento de la síntesis de proteínas dentro del sarcolema, así como en el intersticio que rodea la musculatura cardíaca, como el colágeno. La estimulación para ese efecto sintético de proteínas adicionales proviene de la liberación de factores de crecimiento celular como angiotensina II, el factor de crecimiento insulínico y otros.

## Causas
- Hipertensión arterial sistémica
- Obesidad[5]
- Estenosis aórtica (disminución del calibre de la válvula aórtica)
- Factores hereditarios como la miocardiopatía obstructiva, incluyendo la inhibición genes involucrados en la prevención de hipertrofia ventricular[6]
- Regurgitación aórtica o mitral
- Cardiomiopatía dilatada
- Defectos septales ventriculares

Ejercicio: los atletas tienen como adaptación una hipertrofia miocárdica no patológica.
Hay procesos infiltrativos que pueden aumentar el grosor de la pared del ventrículo izquierdo, sin cambios asociados a HVI en el ECG:
- Amiloidosis
- Sarcoidosis
- Hemocromatosis

## Diagnóstico
En el electrocardiograma, la HVI puede simular la normalidad hasta diferentes patologías como un infarto de miocardio. Pueden estar presentes:
- Índice de Sokolow: La suma de la onda S en V1 y onda R en V5 o V6 >= 3,5 mV (35 mm) y/o la onda R en aVL >= 1,1 mV (11 mm).[8]